# Ofensiva final
La ofensiva final de la guerra civil española fue la última operación bélica ejecutada por los mandos militares del bando sublevado contra la Segunda República española, a finales del mes de marzo de 1939, aprovechando la situación del bando republicano tras la severa derrota sufrida en la Ofensiva de Cataluña y el triunfo del golpe de Estado del coronel Casado, que puso fin a la política de resistencia que hasta entonces había mantenido el gobierno de Juan Negrín.

## Antecedentes

### El golpe de Casado
El golpe de Estado se inició el 5 de marzo de 1939 y fue encabezado por el coronel republicano Segismundo Casado, jefe del Ejército del Centro, siendo apoyado por las fuerzas políticas de la zona republicana que abogaban por finalizar la guerra civil (pues la consideraban completamente perdida) y entre las que se encontraban los socialistas "antinegrinistas", encabezados en Madrid por Julián Besteiro, los anarquistas y los republicanos de izquierda. El golpe casadista derribó al gobierno republicano del socialista Juan Negrín, que defendía continuar resistiendo a pesar de que, tras la caída de Cataluña a principios de febrero de 1939, la situación de la República era desesperada. El golpe triunfó tras desencadenarse en Madrid una guerra civil dentro del bando republicano entre las fuerzas casadistas y los comunistas, que eran los únicos que apoyaban ya (junto con un pequeño sector del PSOE) la política de resistencia de Negrín. Se formó entonces un Consejo Nacional de Defensa que inició las conversaciones con el bando sublevado, pero Franco ya había reiterado en numerosas ocasiones que sólo aceptaba la rendición incondicional del Ejército Popular Republicano.

### Contactos con Franco
El 12 de marzo el Consejo Nacional de Defensa condenó a muerte a uno de los militares de filiación comunista que se habían opuesto al golpe y dictó medidas urgentes para eliminar la "influencia comunista" en el ejército (abolición de los comisarios políticos, supresión de la estrella roja en el uniforme militar, supresión del puño cerrado como saludo militar...). De inmediato el Consejo intentó llegar a un acuerdo con el gobierno de Burgos para lograr una «paz honrosa», pero el bando sublevado insistió (como llevaba haciendo desde febrero) en que sólo se admitiría la rendición incondicional de la República.
Además, el 8 de febrero Franco había dictado en la misma ciudad la Ley de Responsabilidades Políticas, donde se condenaba de antemano (y de modo retroactivo) a prácticamente todo individuo que hubiera apoyado activamente a la Segunda República española desde el 1 de octubre de 1934 como civil o militar, sin importar su cargo, partido, o jerarquía. Al conocerse el contenido de esta Ley en la zona republicana creció el miedo a las represalias, pues la norma daba a Franco un poder absoluto y discrecional para ejercer la represión política contra cualquier persona que hubiera prestado servicios a la República, sin importar su filiación política.
El 19 de marzo Franco aceptó recibir a los enviados republicanos y, en efecto, Casado envió el día 23 unos emisarios a Burgos, el teniente coronel Garijo y el comandante Ortega, para negociar directamente con el bando sublevado; el Consejo Nacional de Defensa esperaba al menos que, si Franco no aceptaba las condiciones de paz, por lo menos garantizara la ausencia de represalias. No obstante, desde que el Reino Unido y Francia ya habían reconocido al régimen de Franco, y tras la aplastante victoria de la ofensiva de Cataluña, se habían reforzado las ansias del bando sublevado para exigir una capitulación sin condiciones a la República, más aún sabiendo que ésta se reconocía vencida e incapaz de resistir más tiempo. Esto evitaba un compromiso "entre militares" de última hora (similar al Abrazo de Vergara) que legitimara después a los republicanos para formar oposición y entorpeciera la autoridad absoluta del nuevo caudillo.
Ese mismo día 23 tuvieron lugar las conversaciones, donde los enviados de Franco reiteraron que sólo sería aceptada la rendición sin condiciones de las tropas republicanas, agregando que en un plazo de dos días la aviación de la República debería ser entregada a los franquistas, y que el 27 de marzo se decretaría un alto al fuego en todos los frentes para que las tropas rebeldes avanzaran; ante esto, las fuerzas republicanas sólo debían rendirse y entregar sus armas. Sobre las temidas represalias, Franco tan sólo ofrecía una vaga promesa verbal de «justicia a quienes no hubieran cometido crímenes», sin dar más explicaciones. Tampoco se aceptó la petición de Casado de ejecutar una «rendición por zonas», cuyo fin era dar tiempo a los refugiados republicanos que desearan salir de España.
Los emisarios de Casado pidieron un total de veinticinco días para cumplir las exigencias, pero no les fueron concedidos: sólo se les permitió redactar un documento que fijase un modo pacífico de proceder a la rendición, pues las tropas franquistas simplemente avanzarían en ofensiva cuando venciera el plazo fijado por Franco. Finalmente, el 25 de marzo los emisarios de Franco protestaron porque la aviación republicana no se había entregado aún, acusando a Casado de «no controlar sus tropas y no estar por tanto en condiciones de negociar» y dando por terminada toda negociación. Los emisarios republicanos volvieron a Madrid la mañana del día 26 para apurar la entrega de la aviación, sin embargo ya era tarde. En la madrugada del 27 de marzo Franco dejó de esperar más y ordenó a sus tropas comenzar la ofensiva.

## Desarrollo de las operaciones

### Avance franquista
Sólo unas horas después de que se dieran por finalizadas las "negociaciones" con los dos representantes del Consejo Nacional de Defensa en el aeródromo de Gamonal, Franco dio la orden de que se iniciara la ofensiva en todos los frentes. Las primeras operaciones tuvieron lugar en el Frente Sur, donde la misma noche del 26 de marzo el Cuerpo de Ejército Marroquí (al mando del general Yagüe) y el Cuerpo de Ejército de Andalucía (al mando del general Muñoz Castellanos) avanzaron desde Peñarroya-Pueblonuevo hacia Hinojosa del Duque, Pozoblanco y Almadén que ocupan el 27 y Ocaña donde llegan el día 28; ambos encontraron muy poca resistencia, ya que muchas de las posiciones republicanas habían sido abandonadas. En añadidura, los Ejércitos republicanos de Extremadura y de Andalucía depusieron poco después las armas, mientras los pueblos se llenaban de banderas blancas ante la inminente llegada de las tropas rebeldes. El día 29 el Cuerpo de Ejército Marroquí de Yagüe ya había alcanzado Ciudad Real y Puertollano; por su parte, el Cuerpo de Ejército de Andalucía tomaba Bailén y Linares, mientras que el Cuerpo de Ejército de Córdoba (mandado por el general Borbón) entraba en Jaén, y el de Granada comenzaba el avance tomando Albuñol por el litoral mediterráneo en dirección a Almería, ocupada por tropas del cañonero Cánovas del Castillo el 29.
En el Frente del Centro, los cuerpos de ejército de Toledo, Maestrazgo, Navarra y CLI avanzaron desde Talavera de la Reina y Toledo hacia el sur, ocupando el 27 de marzo entre otros pueblos Polán, Mora, Arges, Yepes o Gálvez; en el frente de Levante, los cuerpos de ejército de Urgel y de Aragón lo hicieron desde Torre del Burgo, Masegoso y Cifuentes, marchando hacia Madrid y Valencia. Los atacantes no encontraron resistencia: las líneas de los frentes republicanos se desintegraron el 28 de marzo en un proceso espontáneo, se ocupa Aranjuez, Orgaz, Tembleque y Las Ventas con Peña Aguilera. Algunos soldados se abrazaban entre sí aliviados por el fin de la guerra.

La ofensiva del Ejército del Centro, iniciada el día 26, tampoco encontró resistencia, puesto que en los frentes de Madrid los republicanos habían empezado a abandonar las trincheras, especialmente después de que fueran transmitidas por radio las famosas "Concesiones del Generalísimo", que prometían "benevolencia" para los militares que favorecieran la terminación de la lucha. En algunos lugares del frente se produjeron confraternizaciones entre soldados de los dos bandos que festejando que, según ellos, la guerra había acabado, y en otros sitios los soldados republicanos se pasaban al bando sublevado.
"Los soldados iban llegando al interior de la ciudad, cogían el metro en Cuatro Caminos y se iban a sus casas o se trasladaban al otro lado de Madrid, a Vallecas, para emprender camino hacia el Mediterráneo".
Donde los sublevados encontraron mayor resistencia fue en el frente de Levante, debido a que era por Valencia donde las personalidades republicanas estaban saliendo del país, y había que darles tiempo. Fue el caso del Cuerpo de Ejército de Aragón, dirigido por el general Rafael García Valiño, que marchaba hacia Valencia el 28 de marzo; en esta ciudad aún se concentraban tropas republicanas deseosas de proteger a los refugiados del bando republicano que esperaban abandonar España desde el puerto valenciano. Cuando estos refugiados fueron convencidos de dirigirse hacia Alicante en la tarde del día 28, las tropas republicanas cesaron su resistencia y abandonaron Valencia a la quinta columna franquista, que la ocupó en las horas siguientes.
Así, el día 29 Valencia y Alicante ya estaban prácticamente en manos de las respectivas quintas columnas sin que todavía hubieran llegado las tropas rebeldes, mientras que el Cuerpo de Ejército de Galicia (al mando del general Aranda) ocupaba Sagunto y el Cuerpo de Ejército de Castilla entraba en Segorbe. Al día siguiente los italianos de la División Littorio ocupaban Almansa, Requena, Villena y Elda, y entraban en Alicante. Ese mismo día 30 la División 83, al mando del general Martín Alonso, entraba triunfalmente en Valencia. El 31 de marzo, la 4.ª División del Cuerpo de Ejército de Navarra, mandada por el general Camilo Alonso Vega, ocupaba Murcia y Cartagena.
A los soldados republicanos que iban siendo cercados por las tropas franquistas en el frente se les ordenó que fueran dejando sus armas en montones, antes de conducirles a las plazas de toros o a los campos de alambradas al aire libre. Los que estaban en las líneas posteriores tiraron sus fusiles antes de que llegaran los franquistas y se marcharon a sus casas. A lo largo del día 27 los sublevados capturaron 30 000 prisioneros en la primera línea del frente y todas las localidades que pudieron. Al saber de esta situación, en la retaguardia el Ejército Popular Republicano se auto-desmovilizaba en todo el frente: divisiones y regimientos se disolvían de inmediato al saber de la cercanía de los franquistas, en tanto que los soldados abandonaban sus posiciones y armas para volver a sus casas.

### Los sublevados entran en Madrid

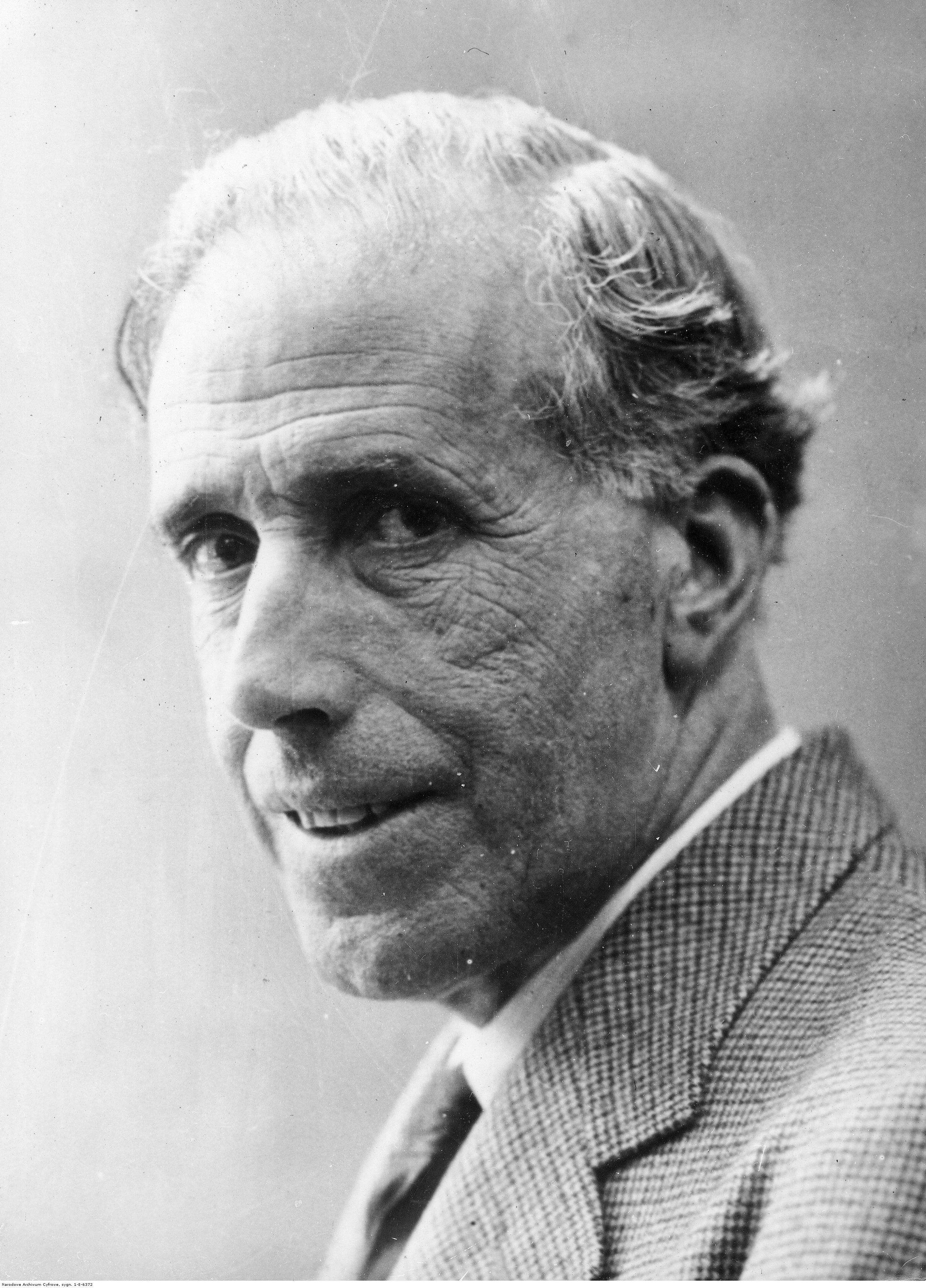
Julián Besteiro, uno de los líderes del PSOE que apoyó el golpe de Casado.

Mientras se producía el desmoronamiento del frente, la quinta columna de Madrid se hizo con el control de la ciudad en la madrugada del 26 al 27 de marzo, «realizando todas aquellas operaciones necesarias para evitar en caso preciso una resistencia que ocasionaría víctimas, y, sobre todo actuaciones a la desesperada». A primera hora de la mañana del día 27 un enviado del Consejo Nacional de Defensa, el coronel Adolfo Prada Vaquero, se entrevistó con el coronel Eduardo Losas del ejército franquista, desplegado en la Ciudad Universitaria, acordando ambos que la rendición republicana se produciría a las 13 horas del día siguiente (28 de marzo). Esa mañana empezaron a aparecer en Madrid colgaduras y banderas rojigualdas, y mucha gente se echó a la calle llena de entusiasmo para recibir a las tropas franquistas. Tras la firma de la rendición en el edificio del Hospital Clínico de la Ciudad Universitaria, las tropas rebeldes ocuparon la ciudad en las horas siguientes sin encontrar ningún tipo de oposición.
Durante la tarde y la noche anterior muchos soldados republicanos del frente madrileño se reunieron para confraternizar con sus pares franquistas en tierra de nadie, mientras otros soldados republicanos domiciliados en Madrid terminaban de abandonar sus posiciones y volvían a sus casas. Para esas horas sólo los estados mayores del Ejército Popular Republicano permanecían en sus posiciones, sin poder evitar la disolución de sus unidades, mientras que los mandos franquistas se limitaban a organizar su entrada pacífica en Madrid junto con la quinta columna, procurando evitar destrucciones o defensas desesperadas y negándose a requerir que los soldados republicanos volvieran a sus trincheras. En la noche del 27, el Consejo Nacional de Defensa emitía por radio su último comunicado, pidiendo a los madrileños «calma, orden y acatamiento de la autoridad».	
El día 28 los sublevados entraron en Madrid sin encontrar resistencia y ocuparon todos los edificios públicos. Nada más entrar a la ciudad, los mandos franquistas arrestaron a Julián Besteiro, quien había decidido compartir la suerte de los civiles madrileños y no huir al extranjero como el resto de miembros del Consejo Nacional de Defensa.
«Madrid no fue tomada, se entregó sin resistencia, terminando así 32 meses de terrible guerra, por unos y otros, que ahora deseaban que cesase el derramamiento de sangre. La victoria proporcionaba la paz, o quizá la paz suponía el precio de la victoria».

### La entrega de la aviación republicana
Tras la huida de Casado y la salida del coronel Camacho, jefe de la Aviación de la zona centro-sur, fue el coronel Manuel Cascón Briega quien permaneció en su puesto para hacer entrega de los aviones republicanos a los franquistas en la Base Aérea de Albacete, cumpliendo así una de las 10 normas para la rendición que habían impuesto los representantes de Franco a los enviados de Casado en las "negociaciones" del aeródromo de Gamonal, cercano a Burgos. Cascón tuvo la posibilidad de huir, pero se quedó por no abandonar a sus hombres y dejarlos en la estacada. También confió en las promesas de Franco de que no habría represalias para aquellos militares profesionales que, como él, no hubieran pertenecido a ningún partido político y se hubiesen limitado a cumplir órdenes. Por ello, ordenó que nadie se moviese de su puesto y que no se destruyese material de ninguna clase.
Las primeras tropas de los vencedores en llegar a la base de Albacete fueron soldados italianos, que se comportaron con corrección; sin embargo, poco después apareció el comandante franquista de Aviación, Gerardo Fernández Pérez, que, después de humillar al coronel Cascón, reunió a todos los jefes y oficiales del Estado Mayor de la aviación republicana y les dijo:

¿Qué se han creído Vds.? ¿Que han perdido unas elecciones? ¡Nada de eso! ¡Han perdido una guerra con todas sus consecuencias! Y no piensen en la cárcel, pues luego vienen los indultos. ¡Piensen que serán condenados a muerte y fusilados!

Los jefes y oficiales fueron trasladados a Valencia, donde fueron juzgados en un procedimiento sumarísimo por el Consejo de Guerra Permanente de Aviación acusados del «delito de rebelión militar», aplicándoles la «monstruosa ficción jurídica de que en el mismo momento de la sublevación del 18 de julio de 1936 el poder legítimo había pasado a los sublevados». El consejo de guerra contra Cascón se celebró el 20 de julio de 1939; durante la sesión, cuando el fiscal se refirió a él como «coronel de la Aviación roja» Cascón le replicó: «De ninguna manera. Soy coronel de la Aviación republicana». Cuando le acusó de rebelión protestó: «Yo no me rebelé nunca. Quienes os habéis rebelado habéis sido vosotros». Cascón, como otros compañeros suyos, fue condenado a muerte el mismo día 20 de julio y ejecutado en Paterna el 3 de agosto.

### La entrega de la flota republicana a Franco
Al estallar la sublevación "profranquista" en la base naval de Cartagena durante la noche de 4 de marzo de 1939, la flota republicana al mando del almirante Miguel Buiza se hizo a la mar ante las amenazas de los sublevados de que sería bombardeada por las baterías de costa. Aunque la sublevación comenzaba a ser dominada por las tropas leales republicanas Buiza, indeciso al principio, ordenó finalmente dirigir la flota a un puerto francés, concretamente a Bizerta (en el Protectorado de Túnez), lo que significaba la entrega de la flota a Franco, dado que París acababa de reconocer el 26 de febrero al gobierno de Burgos como el único legal de España y, por lo tanto, la flota era de su propiedad. Así, al principio de la tarde del martes 7, cuando la sublevación profranquista de Cartagena hacía horas que había sido completamente sofocada, la flota republicana, bajo control francés, fondeaba en la bahía tunecina de Bizerta. Nada más llegar las autoridades francesas les dijeron que los barcos serían entregados inmediatamente a Franco.
Como manifestó un alférez de navío "profranquista", el objetivo de la sublevación de Cartagena había sido «hacer salir a la Flota» y eso se había conseguido:

Nosotros habíamos recibido una consigna de Franco: hacer salir a la Flota. Desde el momento en que se había ido, aunque el movimiento [en la base naval] sea sofocado, no nos importa. Hemos logrado lo que nos proponíamos; dejar a la República sin su último baluarte de resistencia.

Al día siguiente de arribar a Bizerta se solicitó a las autoridades francesas del Protectorado de Túnez el asilo político por parte de los marineros, quedando internados los buques bajo la custodia de unos pocos tripulantes españoles por barco. El resto de la dotación fue conducida a un campo de concentración en la localidad de Meheri Zabbens.
El 30 de marzo de 1939 marinos franquistas al mando del contraalmirante Salvador Moreno Fernández tomaron posesión de la escuadra en nombre del "Generalísimo" Franco. Así describe en su informe Francisco Galán ese momento:

Del lado republicano acudieron los señores Barveiro, Núñez y Calderón quienes solicitaron del contraalmirante Moreno informarse de las posibilidades existentes de regresar a España. El contraalmirante les dijo que ignoraba cuál había sido el comportamiento de cada uno de ellos. Entonces hablaron de la conducta de la Flota en general. Explicaron que gracias a ellos no se había vigilado el Estrecho en los primeros días de la sublevación, apoyándose en la acción perniciosa holgazana de los comités; que en la primera época lanzaron con éxito la consigna de no navegar más que de noche, que se han dejado arrebatar muchos convoyes y hundido el Santo Tomé, que el día del Baleares fue forzado el ataque al citado barco, que por segunda vez se situó a 2.000 metros de nuestros torpederos; que la desmoralización sufrida a los barcos que acompañaban al Baleares por ser éste el buque almirante no fue aprovechada... Que habían colaborado con Casado contra Negrín y una vez en el mar contra Casado; que habían conservado los barcos entregándoselos en las mejores condiciones al "Generalísmo". El contraalmirante Moreno les afeó el que a los torpedos que hundieron el Baleares no les hubiesen quitado las puntas de combate y les dijo que confiaran siempre en la "magnanimidad" del "caudillo", pero que de ningún modo soñasen con eludir la acción judicial

Antes de partir hacia España, las autoridades francesas realizaron un plebiscito para completar las dotaciones. «De un total de 4000 hombres, 2350 decidieron volver a España, entre ellos casi todo el Estado Mayor de la Flota, muchos oficiales y un gran número de maquinistas». Los que volvieron a España fueron objeto de depuración, pero fue relativamente suave y sin comparación con la que sufrió la Aviación. Entre los que optaron por el exilio estaba el almirante Buiza, que ingresó en la Legión Extranjera Francesa «por pundonor o por vergüenza».

### Los últimos bombardeos
Después del golpe de Casado, Alicante y su puerto fueron atacados los días 6, 9 y 25 de marzo; el puerto de Valencia los días 7, 11, 14, 18, 20, 21 y 22 de marzo; Gandía y su puerto los días 6, 9 y 25 de marzo; y Torrevieja y Santa Pola el 6 de marzo. En el interior, Guadalajara fue bombardeada desde el aire los días 11, 16, 18 y 22 de marzo.
Durante la segunda quincena del mes de marzo los bombardeos fueron muy esporádicos. Según los partes de guerra republicanos, entre el 21 y el 25 de marzo fueron bombardeadas Valencia, Aranjuez, Ocaña, Alcalá de Henares y Alicante. Esta última ciudad fue bombardeada el 25 de marzo, siendo el último bombardeo que consta en los partes de guerra republicanos. El último bombardeo de la guerra civil española fue el que efectuaron el 28 de marzo cinco Savoia-Marchetti S.M.79, que descargaron veinte bombas de 250 kg sobre el puerto de Gandía. Entre todas las ciudades republicanas, Cartagena fue la última en caer en manos de Franco.

### La tragedia de los refugiados republicanos que intentaban salir de España
No se conoce que el gobierno de Negrín hubiera elaborado un plan de evacuación antes de su marcha forzada al exilio a causa del golpe de Casado; sin embargo, a lo largo del mes de febrero de 1939 el embajador republicano en Londres, Pablo de Azcárate, por indicación del ministro de Estado Julio Álvarez del Vayo, hizo numerosas gestiones ante el Foreign Office para que presionara al "Generalísimo" Franco con el objetivo de que éste no ejerciera represalias sobre los vencidos y dejara salir libremente a todos aquellos republicanos que quisieran hacerlo, sin ninguna clase de cortapisas. Azcárate también solicitó que la Armada británica protegiera a los barcos que llevaran a los refugiados al exilio.

Además, parece que tras conocer la situación militar de la zona Centro-Sur poco después de su regreso a España, Negrín cambió la idea de la resistencia ultranza que hasta entonces había defendido por la de una resistencia escalonada que tuviera como apoyo territorial la costa levantina y a la flota como medio y protección para una evacuación organizada de los republicanos más comprometidos. Este plan se vino abajo desde el 5 de marzo, momento en el que la flota de guerra republicana se hizo a la mar y desertó. 
"Igualmente falló la otra opción en la que Negrín tenía depositada su confianza: los barcos de la Mid-Atlantic, compañía británica encargada del transporte de los suministros republicanos, que por problemas de incumplimientos financieros se negó, a última hora, a participar en la evacuación. Incluso algunos de sus barcos zarparon vacíos de los puertos levantinos en los últimos días de la guerra".
Por el contrario, el Consejo Nacional de Defensa no hizo prácticamente nada en el tema de la evacuación, ya que creyó que las "Concesiones del Generalísimo" eran suficientes para garantizar la salida del país de los republicanos que quisieran hacerlo (las Juntas de evacuación, dispuestas por el Consejo el 17 de marzo con objeto de que se formaran en los principales núcleos de población, en la práctica nunca llegaron a constituirse).

Así se crearon unas falsas expectativas que incluso llegaron a valorar el abandono del país como algo innecesario. Un optimismo con escasos fundamentos [como lo demostraba la recién promulgada por Franco Ley de Responsabilidades Políticas ] que fue continuamente alimentado por la prensa de signo casadista... Una ciega confianza se apoderó de los restos de la España republicana. Salvo en el entorno comunista, la creencia en una paz digna y sin represalias atenazó las voluntades y paralizó la acción. Redujo el tema de la evacuación a una fácil operación logística que contaría con la indudable aprobación de los vencedores y el concurso de la marina británica, y que sólo afectaría a un reducido número de personas especialmente comprometidas, o que ideológicamente se sintieran incompatibles con los valores y las ideas del Nuevo Estado.

La única gestión conocida que hizo el Consejo Nacional de Defensa fue pedir al diputado británico A. Salter que presionara a las autoridades británicas para que ayudaran en la evacuación de unos 10.000 republicanos de Madrid. Salter trasladó la petición a Lord Halifax, secretario del Foreign Office, quien le respondió quince días después reiterándoles la postura oficial del gobierno británico: éste no intervendría sin el consentimiento del gobierno de Burgos (y éste no iba a darlo).
Los únicos que organizaron un plan de evacuación fueron los comunistas, que no se fiaban en absoluto de las promesas de "benevolencia" del "Generalísimo" Franco y que, además, temían ser utilizados como moneda de cambio en las "negociaciones" entre casaditas y franquistas. Ya desde el 6 de marzo, el mismo día en el que la dirección del PCE abandonó España, la "troika" que permaneció en España (Palmiro Togliatti, Pedro Checa y Fernando Claudín) preparó la evacuación de los cuadros más significativos a escala provincial y local y el paso a la clandestinidad de otros. Así, hacia el 25 de marzo, dos días antes de que se produjera el gran éxodo republicano hacia los puertos de Levante, la evacuación organizada por los comunistas (y el pase a la clandestinidad) ya está muy adelantada, aunque el desplome final de los frentes también les afectó y muchos militantes, sobre todo mandos militares, también se vieron atrapados.

Al no haber preparado el Consejo de Defensa Nacional ningún plan de evacuación, excepto para sus miembros y sus familias (que se consumaría con la salida de Casado bajo protección británica por el puerto de Gandía el 1 de abril), cuando cundió el pánico en la zona Centro-Sur al iniciarse el 26 de marzo la ofensiva final de los sublevados, el éxodo de miles de personas hacia los puertos del Mediterráneo se hizo en las peores condiciones posibles.
"Varios millares de personas efectuaron un dramático periplo hasta Valencia, y desde allí a Alicante, en un alud desorganizado que topó con la terrible realidad de la ausencia de medios para abandonar el país, salvo para Casado y su entorno...".
El número exacto de refugiados que llenaron los muelles de los puertos de Levante es objeto de discusión y oscila entre los 6000, que fue la cifra que dio la Comisión Internacional para la ayuda a la España republicana, y los 15.000 que cita el historiador Manuel Tuñón de Lara, que formaba parte del grupo de refugiados que intentaban salir de España.
Británicos y franceses tampoco intervinieron en ayuda de los miles de refugiados que se agolpaban en los puertos del Mediterráneo, a pesar de que había sectores importantes en ambos países que pedían la intervención humanitaria de las respectivas marinas de guerra para proteger a los barcos en los que pudieran embarcar refugiados. Ambos gobiernos explicaron que para actuar necesitaban la autorización expresa del "Generalísimo" Franco (actuar sin ella podría ser considerado como acto hostil), y éste nunca la dio. El 8 de marzo, el primer ministro británico Neville Chamberlain hizo pública la postura de su gobierno ante la Cámara de los Comunes:

El gobierno de S.M. no está preparado para actuar sin la concurrencia del gobierno español [que el de Burgos tras su reconocimiento el 27 de febrero], pero en el caso de que se alcanzara un acuerdo entre este último y alguna autoridad responsable del lado republicano para la salvaguarda de la evacuación de refugiados, prisioneros y demás, el gobierno de S.M. estaría dispuesto a apoyar la ejecución del acuerdo si así se lo solicitasen y si el gobierno estuviera convencido de que este apoyo respondía a razones humanitarias

La única ayuda internacional que recibieron los refugiados republicanos provino de una delegación del Comité Internacional para la ayuda a la España republicana (cuya sede estaba en París y que se había formado con el apoyo de las izquierdas europeas, singularmente el Partido Comunista Francés y el Partido Laborista británico), que desembarcó en Valencia el 27 de marzo para organizar una evacuación a través de la compañía naviera France Navigation, propiedad del partido comunista francés; algunos de sus barcos ya se dirigían en esos momentos hacia los puertos del Levante español. La noticia de que esos barcos atracarían en Alicante hizo que los refugiados que se agolpaban en Valencia se desplazasen a aquella ciudad; allí se encontraron con que la marina franquista había bloqueado el puerto y no dejaba pasar a los barcos franceses. Los miembros de la delegación del Comité Internacional intentaron convencer a los cónsules británicos para que presionaran a su gobierno con el fin de que interviniera la Royal Navy pero el Foreign Office mantuvo la postura oficial de la necesidad del consentimiento de Franco, y éste no lo dio. También contactaron con el cónsul francés para que su gobierno enviara barcos de guerra para proteger a los barcos de la France Navigation, pero tampoco obtuvieron respuesta.

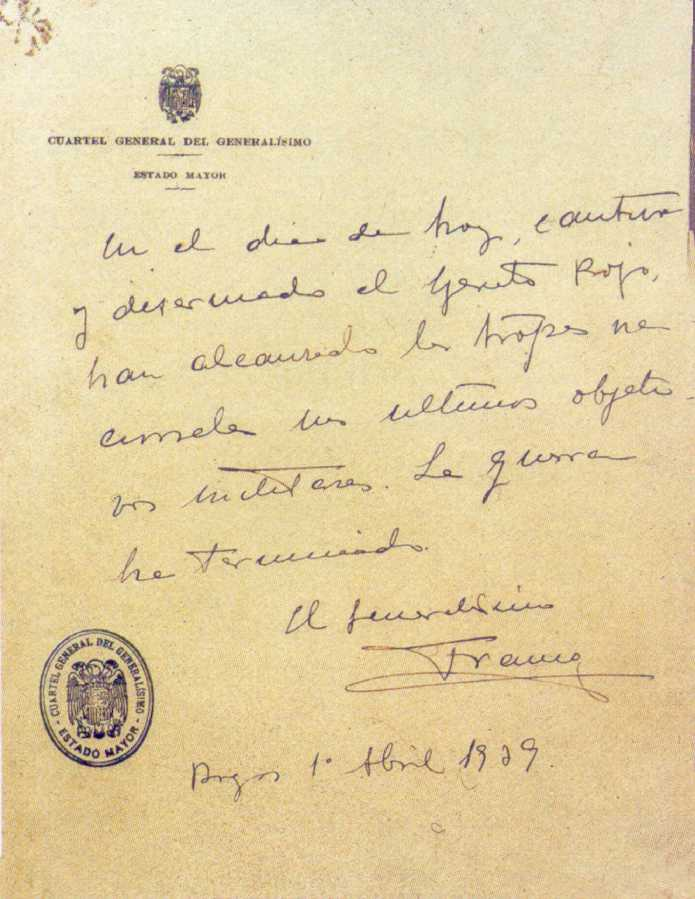
Comunicado emitido por el Cuartel General del Generalísimo anunciando el fin de la guerra.

A últimas horas de la tarde del 30 de marzo de 1939 llegaban a Alicante, ya controlado por la quinta columna local, las tropas italianas de la División Littorio al mando del general Gastone Gambara quien, al llegar al puerto, adoptó una actitud prudente y se entrevistó con algunos dirigentes militares y políticos republicanos.
"El día 31 se consumó la tragedia, ya suficientemente prevista. A primeras horas de la tarde amarraban en el muelle de Poniente el Canarias y el minador Vulcano. De ellos descendieron fuerzas pertenecientes a los batallones 122 y 123 del Cuerpo de Ejército de Galicia. Prontamente reemplazaron a las tropas italianas de Gambara que cubrían la vigilancia del puerto. A las seis de la tarde comenzó la salida de los millares de refugiados. A las diez de la noche se suspendió la operación. Para los dos mil republicanos que quedaban todavía en los muelles fue su última noche en libertad en precario, salpicada de suicidios. A la mañana del día siguiente concluyó la evacuación. A todos les esperaba el Campo de los Almendros, inmortalizado por Max Aub. Del puerto de Alicante nadie pudo ser evacuado entre el 29 y el 31 de marzo".
Así pues,
"el final de la guerra acarreó tragedias masivas como el éxodo de combatientes y población hacia Francia o la captura en masa en el propio puerto de Alicante de quienes pretendían salir en barcos que los vencedores no dejaban llegar a puerto. Los campos de internamiento o los pelotones de ejecución esperaban a todos ellos. Las derivaciones de la guerra civil tardarían muchos años en disiparse”. 
Todo el territorio español se hallaba en manos del régimen de Franco al anochecer del día 31 de marzo de 1939 menos el muelle de Alicante, que lo estaría a la mañana siguiente. Los vencedores anunciarían el fin de la guerra oficialmente en Burgos al día siguiente.